# Torre de Santa Bàrbara
Torre de Santa Bàrbara és una obra de Vallfogona de Riucorb (Conca de Barberà) inclosa a l'Inventari del Patrimoni Arquitectònic de Catalunya.

## Descripció
A Vallfogona de Riucorb s'aixequen algunes construccions balneàries o residencials característiques de l'arquitectura eclèctica del primer terç del nostre segle. La Torre Santa Bàrbara és un edifici amb elements neogòtics, com algunes de les seves finestres amb espitlleres i d'altres d'inspiració romànica amb arc de mig punt.